# Mesogona acetosellae
Mesogona acetosellae là một loài bướm đêm trong họ Noctuidae.